# Gastineau Range
Gastineau Range är ett berg i Kanada.   Det ligger i provinsen British Columbia, i den sydvästra delen av landet, 3 600 km väster om huvudstaden Ottawa. Toppen på Gastineau Range är 1 583 meter över havet, eller 95 meter över den omgivande terrängen. Bredden vid basen är 0,52 km.
Terrängen runt Gastineau Range är huvudsakligen bergig, men åt sydost är den kuperad. Trakten är glest befolkad. Det finns inga samhällen i närheten. 
I omgivningarna runt Gastineau Range växer i huvudsak barrskog.